# Owen Jones
Owen Jones (Sheffield, 8 de agosto de 1984) é um colunista, escritor, comentarista e ativista político britânico da perspectiva socialista democrática. Ele escreve uma coluna para o The Guardian e (desde 2015) para o New Statesman. Anteriormente, Jones foi um contribuinte para The Independent.

## Primeiros anos
Jones nasceu em Sheffield e cresceu em Stockport, Greater Manchester, e brevemente, em Falkirk, na Escócia. Seu pai era uma autoridade sindical do trabalho e união-comercial local, e sua mãe uma professora. Ele descreve a si mesmo como uma "4ª geração socialista", o seu avô estava envolvido com o Partido Comunista e seus pais se conheceram como membros da militância Trotskista.
Ele participou da Bramhall High School e Ridge Danyers Sixth Form College antes de estudar história na University College, Oxford, onde se formou bacharel em 2005 e um Mestre de Estudos (MSt) na história dos EUA em 2007. Antes de ingressar no jornalismo, Jones trabalhou como sindicalista, lobista e foi um pesquisador parlamentarista para John McDonnell, político do Partido Trabalhista e em seguida, um membro do Parlamento que se tornou Sombra do Chanceler em 2015.

## Escritos e carreira pública

### Colunista, radialista e escritor
Jones é colunista semanal para The Guardian após sair do The Independent, em março de 2014. Seu trabalho tem aparecido no New Statesman, o Sunday Mirror, Le Monde diplomatique e várias pequenas publicações. Ele fez aparições na televisão como comentarista político, incluindo diversos BBC News shows, Sky News, Canal 4 de Notícias, Daybreak da ITV e Question Time da BBC One. Jones escreve a partir de uma visão de esquerda; Andrew Neather citou seu Chavs: The Demonization of the Working Class como um fator que contribui para um ressurgimento das temáticas e  ideias de esquerda. Ele é um membro da National Advisory Panel para o Centro de Trabalho e Estudos Sociais, um think tank de esquerda. Jones é um feminista, republicano e um apoiador do Unidos Contra o Fascismo (Unite Against Fascism, UAF), discursando em conferências organizadas por eles.

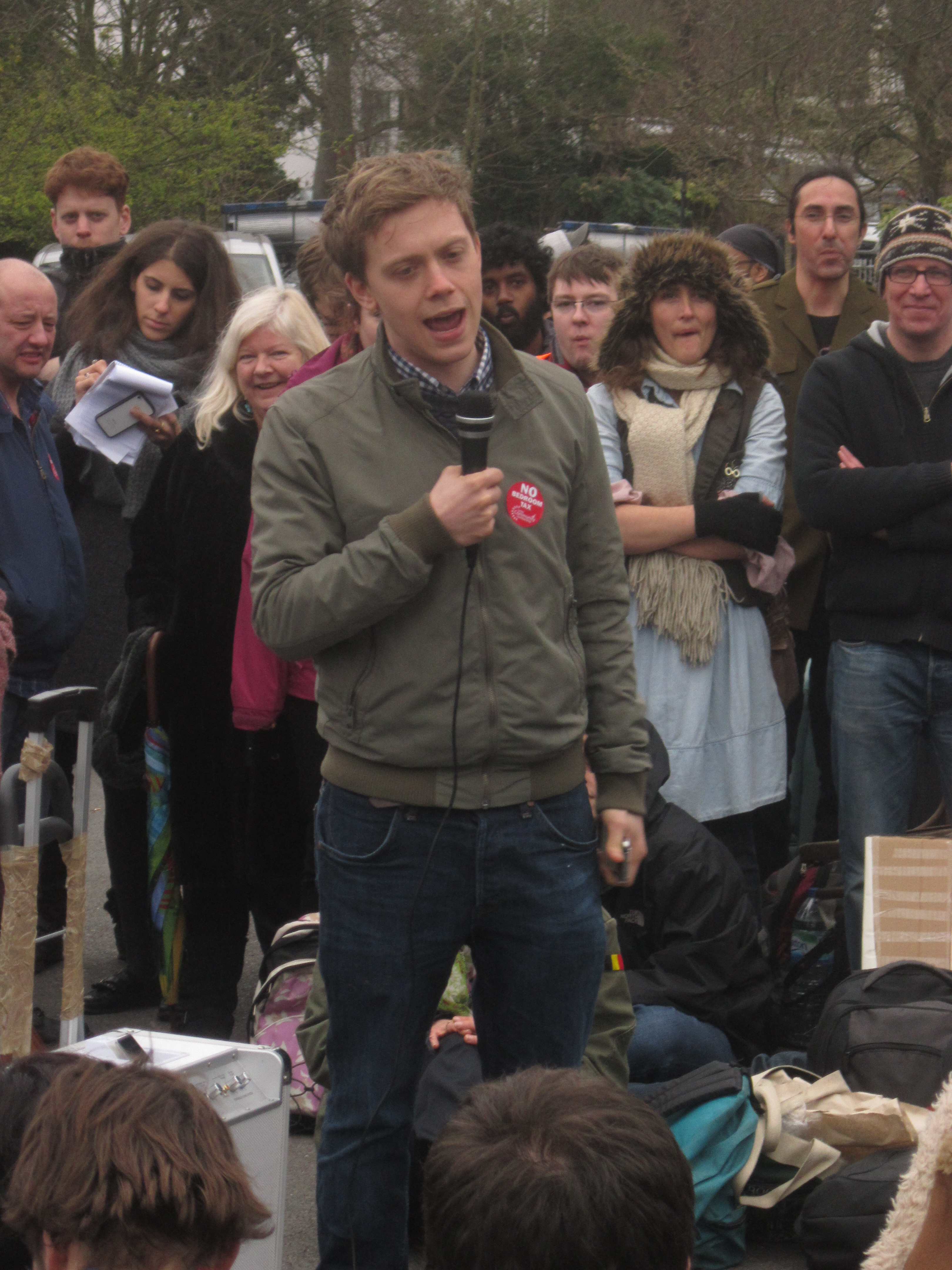
Jones num discurso em outubro de 2013

Em 2011, Jones publicou seu primeiro livro, Chavs: The Demonization of the Working Class, ele aborda os discursos e estereótipos dos britânicos da classe trabalhadora e o uso pejorativo do termo "chav". O livro recebeu atenção na mídia nacional e internacional, e foi selecionado pelo crítico Dwight Garner do The New York Times, como um dos 10 melhores livros de não-ficção de 2011, no jornal Holiday Gift Guide e foi listado para o Guardian First Book Award.The Independent on Sunday chamou Jones de um dos Top 50 britânicos de 2011, pela maneira do qual seu livro refletiu a questão do perfil da classe baseada e seus problemas. O segundo livro de Jones, The Establishment: And How They Get Away, foi publicado em setembro de 2014.
Jones tem recebido atenção como um importante comentarista de esquerda, com o Daily Telegraph colocá-lo em 7º na sua lista de 2013 dos mais influentes esquerdistas da Grã-Bretanha. Em fevereiro de 2013, quando Jones foi premiado com o Jovem Escritor do Ano, o prêmio do Political Book Award, ele doou a metade do prêmio em dinheiro para apoiar a campanha da Lisa Forbes, uma candidata parlamentar dos Trabalhistas, e a outra metade para as Disabled People Against Cuts (Pessoas com Deficiência Contra Cortes). Em uma entrevista para o The Student Journals, Jones comentou que várias pessoas o acusou de usar a política apenas como uma ferramenta para criar seu próprio perfil e que ele corre o risco de ser visto como um "lefty rent-a-gob".
Jones falou em uma conferência de imprensa para lançar a Assembleia do Povo Contra a Austeridade em 26 de março de 2013 e em regionais, reuniões públicas, e em preparativos para o encontro nacional, no Central Hall de Westminster, em 22 de junho de 2013. Em novembro de 2013, ele entregou o Royal Television Society para o Huw Wheldon Memorial Lecture, pelo Totalmente sem Vergonha: Como a TV Retrata a Classe trabalhadora.
"Parte do que faz Owen Jones um sucesso fenomenal como um esquerdista trabalhista é a sua capacidade de ser várias coisas ao mesmo tempo", escreveu Owen Hatherley na London Review of Books em outubro de 2014. "Ele é informante, realiza relatório de volta para 'nós' sobre o que 'eles' pensam, e do lado de fora, ele age com medo e raiva de como 'nós' podemos estar."

### Tumultos na Inglaterra de 2011
Logo após a publicação de seu primeiro livro, Jones afirmou que ele "foi um dos poucos comentaristas durante essa semana turbulenta [referência aos motins na Inglaterra de 2011 que tentou desafiar a narrativa dominante que isto foi estúpida criminalidade, fim da história", e criticou a forma como o resultado foi utilizado para demonizar a classe operária e a juventude injustamente. Jones disse:

Eu acho que esses tumultos estão sendo manipulados pelo governo. As pessoas estão compreensivelmente irritadas e com medo, mas o que este governo está fazendo - está usando isto para justificar ataques aos benefícios das pessoas carentes. Nós vimos ataques a famílias monoparentais, esta ideia de que famílias sem pai são as responsáveis. Nós vimos recentemente ataques a liberdade civil e mesmo estes ataques contra a mídia social são silenciados ...
 A justiça precisa ser proporcional ao crime. Se você tirar todas as formas de renda e todas as formas de habitação de pessoas, do que ou quê a razão [eles têm] para não se envolver na criminalidade? Isto torna-se seu único meio de sobrevivência. ...
 O que aconteceu foi completamente indesculpável, mas quando você tem várias pessoas que sentem que não têm futuro, é necessário apenas uma pequena fagulha para estas pessoas responderem desta maneira escandalosa e trazer o caos nas ruas de Londres.
Jones se tornou assim "o centro de um dos episódios mais feios" como ele disse, numa entrevista com David Starkey; durante a entrevista, Starkey referiu-se ao discurso Rios de Sangue de Enoch Powell, e culpou um tipo de "cultura negra" para os motins, dizendo que "os brancos tornaram-se pretos". Os comentários de Starkey foram amplamente condenados, inclusive por Jones, alegando que "o multiculturalismo e grupos étnicos não têm nada a ver com o que aconteceu".

### Crítica ao excepcionalismo americano
Em 23 de agosto de 2012, Jones criticou o excepcionalismo americano e o poder militar dos EUA, em um artigo para The Independent, e concluiu dizendo: "Com o restante da última superpotência mais fraca desde a II Guerra Mundial, existe uma imperdível abertura para argumentar a favor de um mundo mais justo, restringindo a capacidade das Grandes Potências de se impor." Isto o levou a ser chamado de "chacal gritante" no Programa da Fox News, The Five., Ele parcialmente aceitou o apelido para si, descrevendo-a como uma de suas grandes realizações e comentando: "eu vou levar o chacal gritante, mas eu estou lívido sobre escritor "liberal". Talvez eu vou ter que processar"..

### Direitos LGBT
Jones, um homem gay, e foi descrito pela revista Gay Times como uma "voz proeminente para a comunidade LGBT". "O fato de que eu posso ser abertamente gay é um produto de todas as lutas que já foram feitas antes de mim", disse ele no início de 2016. Jones explicou ao colega jornalista e ativista transgênero, Paris Lees, em uma edição de 2015 da Attitude, que, apesar de não ser excessivamente consciente dos problemas passados por pessoas transgênero, ele recentemente sentiu uma grande responsabilidade de defender as pessoas transgênero. Lees também afirmou que Jones e Peter Tatchell sabem mais sobre a desigualdade sistêmica da Grã-Bretanha moderna e como alterá-lo do que qualquer outra pessoa, rebatendo as críticas de que ela não deveria ter entrevistado Jones ou Tatchell por ser cisgênero (não-transgênero).
Jones tem escrito sobre o sexismo e homofobia na sua coluna do Guardian, tanto sobre heterossexuais e de dentro da comunidade gay, dizendo em 2014 que: "Uma sociedade livre do machismo e a homofobia não apenas emancipa as mulheres e homens homossexuais: vai libertar os homens héteros também." Jones também tem se manifestado contra o Partido Unionista Democrático na Irlanda do Norte pelo seu discurso homofóbico; No entanto, Jones afirma rejeitar a política de identidade no Chavs: The Demonization of the Working Class, que ele acredita tem sido muitas vezes "uma agenda que tem, felizmente co-existido com a marginalização da classe trabalhadora na política, permitindo que o Novo Trabalho para proteger seu radical flanco enquanto avança com as políticas Thatcherite".
Jones saiu ao vivo do programa da Sky News em 12 de junho de 2016, dizendo que o fator homofóbico do Massacre de Orlando estava sendo ignorado e diminuído pelo apresentador, Marcos Longhurst.
Em novembro de 2012, Jones foi premiado Jornalista do Ano no Stonewall Awards, juntamente com o jornalista Hugo Rifkind da Times.

### Islamofobia, antissemitismo e o Oriente Médio
Jones tem escrito vários artigos defendendo os Muçulmanos e atacando o aumento da Islamofobia, que ele chamou de um "veneno". Ele é crítico da estratégia de prevenção do governo para combater o terrorismo islâmico em escolas e citou a política externa ocidental como um dos "vários fatores", responsáveis pelo aumento da radicalização dentro da população muçulmana.
Em 2013, Jones escreveu um artigo comentando sobre as atitudes do biólogo e ateu militante Richard Dawkins, rebatendo as críticas de Dawkins ao Islã e os muçulmanos. Vários defensores de Dawkins afirmou que Jones queria proteger o Islã de críticas, uma acusação que ele negou.
Jones é um defensor dos direitos do povo Palestino no conflito Israel–Palestina, argumentando contra o bloqueio da Faixa de Gaza por parte de Israel, e tem escrito que ele tem sido ameaçado por outros jornalistas, chamando-o de um antissemita. No entanto, Jones defendeu-se contra a "demonização" de Israel por parte de alguns ativistas pró-palestina de esquerda, argumentando que uma maior compreensão da lógica por trás do Sionismo é necessário. Ele considera o anti-semitismo "uma ameaça" que "infecta" a esquerda tanto quanto a extrema-direita, e disse que antissemitas devem ser afastado do Trabalhista. Jones condena esquerdistas que associam o Judaísmo com o Sionismo, apontando que alguns proeminentes antissionistas são Judeus e destacando que alguns sionistas são Cristãos, e se opõem a comparações entre aAlemanha Nazista e o Estado de Israel.

### Hugo Chávez
Em vários artigos, Jones elogiou Hugo Chávez, o ex-Presidente da Venezuela. Em um artigo publicado pelo The Independent em outubro de 2012, ele escreveu, "Apesar dos enormes obstáculos, [Chávez] provou que é possível levar um governo popular, progressista, que rompe com o dogma neoliberal".
Vários meses depois, em janeiro de 2013, David Pryce-Jones do The Spectator, escreveu um artigo criticando aqueles que ele chamou de "companheiros de viagem" de Chávez; que ele descreveu como um ditador da "classe dos equilibristas". Ele incluiu Jones na lista dos "companheiros de viagem", e Pryce-Jones apontou em seu artigo no The Independent, como uma "obra-prima da falsa equivalência e padrões duplos".
Um ano mais tarde, em um artigo seguinte a morte de Chávez, Jones elogiou-o novamente e rejeitou as alegações de que o ex-presidente foi um ditador, afirmando que Chávez era "um herói dos pobres democraticamente eleito". Ele acrescentou, "as suas políticas retirou milhões de pessoas da extrema pobreza e miséria. Ele representou uma quebra após anos de regimes corruptos com [muitas vezes] altos registros de violações dos direitos humanos. Seus feitos foram conquistados em face de uma tentativa de golpe militar, de uma agressividade hostil da mídia, e amargura dos críticos estrangeiros."
Em 2014, Jones escreveu um terceiro artigo em defesa de Chávez e elogiou suas contribuições para a Venezuela. No artigo para The Independent, ele comentou sobre os críticos do governo Venezuelano, afirmando que "Aqueles que apreciam usar os problemas políticos da Venezuela como pontos não tem nenhum interesse na verdade".

### Donald Trump
Jones tem sido descrito como "um acérrimo crítico do republicano vitorioso" Donald Trump, durante a campanha de Trump para a presidência dos Estados Unidos em 2016. Durante a controvérsia proposta de Trump de uma parada obrigatória para imigrantes muçulmanos nos EUA, Jones disse em sua coluna no the Guardian que "Trump demonstra que o Estado Islâmico do Iraque e do Levante venceu", acrescentando que: "Um dos [seus] objetivos estratégicos é dividir as sociedades ocidentais contra as comunidades muçulmanas: fazer os muçulmanos sentir que eles são rejeitados, indesejados, mesmo desprezados, levando-os para a Jihad. ... Trump é uma ameaça, um instigador de intolerância e um sargento recrutador para o terrorismo – e isto deve ser levado a sério."

### Europa
No que respeita à União Europeia, Jones expressou euroceticismo e foi contra a retirada Britânica. No referendo sobre a permanência na UE em 2016, ele apoiou a "Outra Europa é Possível" e "radical" na campanha".
Em 2016, Jones tem sido descrito como "possivelmente, o maior defensor do partido de Pablo Iglesias", o Podemos, por Bernardo Gutiérrez González (escritor do openDemocracy), dizendo que uma das maiores características de Podemos era sair dos tradicionais símbolos da esquerda e conversar com outras pessoas em uma linguagem acessível. Em 2015, Jones assinou um manifesto de apoio a Barcelona pt Comú.
Jones é um defensor da Irlanda Unida, falando em uma escola de verão Sinn Féin na Irlanda em julho de 2015; Isto atraiu críticas de Douglas Murray do The Spectator, que o acusou de "sair com o mai mortífero partido político da Europa". No entanto, quando discutiu os comentários feitos pelo Sombra de Chanceler, John McDonnell, sobre a IRA, Jones lamentou "a violência da IRA", e descreveu a organização como "desprezível", dizendo que "não havia defesa ou qualquer apoio para IRA". Jones não apoia a Independência Escocesa ou SNP.